# Dyrżawno pyrwenstwo w piłce nożnej (1931)
Dyrżawno pyrwenstwo (1931) było 7. edycją najwyższej piłkarskiej klasy rozgrywkowej w Bułgarii. W rozgrywkach brało udział 12 zespołów. Tytułu nie obroniła drużyna Slawia Sofia. Nowym mistrzem Bułgarii został zespół AS 23 Sofia.

## 1. runda
- Szipczenski Sokol Warna – Botew Płowdiw 1 – 0
- Slawa Jamboł – Sportist Widin 3 – 1
- AS 23 Sofia – Etyr Tyrnowo 5 – 0
- Napredak Ruse – Pobeda 26 Plewen 3 – 1
- Han Omurtag Szumen – Lewski Dupnica 2 – 0
- Bułgaria Chaskowo – Orel-Czegan 30 Wraca 6 – 2

## Ćwierćfinały
- AS 23 Sofia – Slawa Jamboł 7 – 0
- Szipczenski Sokol Warna – Bułgaria Chaskowo 5 – 1
- Napredak Ruse – Han Omurtag Szumen 3 – 1

## Półfinały
- AS 23 Sofia – Napredak Ruse 3 – 1

## Finał
- 13 września 1931:
AS 23 Sofia – Szipczenski Sokol Warna 3 – 0(walkower)

Zespół AS 23 Sofia został mistrzem Bułgarii.